# Sorbischer Schulverein
Der Sorbische Schulverein e.V. (obersorbisch Serbske šulske towarstwo z.t.ⓘ, Abkürzung SŠT) ist einer der größten sorbischen Fachvereine und wurde am 5. Januar 1991 im Zuge der Umstrukturierung der sorbischen Institutionen und des Schulwesens nach der Wiedervereinigung Deutschlands in Crostwitz gegründet. Als Vorbild diente der Dänische Schulverein für Südschleswig. Seine Vorsitzende ist seit Januar 2021 Katharina Jurk als Nachfolgerin von Ludmila Budar, die den Verein seit 1991 geleitet hatte.

## Funktion
Der Verein vertritt die sorbischen Interessen auf den Gebieten zweisprachige Vorschulerziehung sowie im zweisprachigen Bildungswesen von Kindertagesstätten über die Schulformen bis hin zur universitären Ausbildung. Außerdem ist er Träger von drei sorbischen sowie vier Witaj-Kindertagesstätten im sorbischen Siedlungsgebiet mit insgesamt mehr als 600 betreuten Kindern und Fachgremium sowie Ansprechpartner für Ministerien und Institutionen zu den vorgenannten Themen. Darüber hinaus veranstaltet der Fachverein Sprachferienlager sowie Wettbewerbe, wie z. B. die Olympiaden der sorbischen Sprache.
Die Gründung freier sorbischer Schulen, wie sie z. B. der Dänische Schulverein betreibt, wurde angesichts von Schulschließungen vor allem zu Beginn der 2000er Jahre verschiedentlich diskutiert, jedoch nie umgesetzt.
Der Sorbische Schulverein ist Mitglied des sorbischen Dachverbandes, der Domowina. Seine Mitglieder sind größtenteils Lehrer und Erzieher sowie Eltern der betreuten Kinder und Jugendlichen.